# Yarra Glen
Yarra Glen är en del av en befolkad plats i Australien. Den ligger i kommunen Yarra Ranges och delstaten Victoria, omkring 40 kilometer nordost om delstatshuvudstaden Melbourne.
Runt Yarra Glen är det ganska tätbefolkat, med 222 invånare per kvadratkilometer.. Närmaste större samhälle är Chirnside Park, omkring 10 kilometer sydväst om Yarra Glen.
Trakten runt Yarra Glen består till största delen av jordbruksmark. Genomsnittlig årsnederbörd är 1 244 millimeter. Den regnigaste månaden är juli, med i genomsnitt 140 mm nederbörd, och den torraste är januari, med 49 mm nederbörd.